# Alice Weidel
Alice Elisabeth Weidel (ur. 6 lutego 1979 w Gütersloh) – niemiecka polityk i konsultantka, deputowana do Bundestagu (od 2017), współprzewodnicząca Alternatywy dla Niemiec (od 2022).

## Życiorys
Wychowywała się w miejscowości Versmold. Studiowała ekonomię i zarządzanie na Universität Bayreuth, w 2011 obroniła pracę doktorską na temat systemu emerytalnego w Chinach. Pracowała w takich przedsiębiorstwach jak Goldman Sachs i Allianz Global Investors (wchodzącym w skład grupy Allianz). Przez sześć lat przebywała w Chinach, gdzie była zatrudniona w BOC, jednym z największych banków państwowych. Później pracowała w przedsiębiorstwie Heristo, a w 2014 zajęła się własną działalnością w branży konsultingowej.
W 2013 przystąpiła do Alternatywy dla Niemiec. Gdy w kwietniu 2017 Frauke Petry zrezygnowała z kandydowania z ramienia AfD na kanclerza, partia jako swoich głównych kandydatów do wyborów parlamentarnych we wrześniu 2017 wskazała Alice Weidel i Alexandra Gaulanda. Prowadzone przez nich ugrupowanie z wynikiem około 13% głosów zajęło 3. miejsce i wprowadziło ponad 90 swoich przedstawicieli do Bundestagu. Alice Weidel, której przypadł jeden z mandatów poselskich w niższej izbie niemieckiego parlamentu, została wybrana na współprzewodniczącą frakcji AfD.
W wyborach w 2021 ponownie była jednym z dwóch głównych kandydatów AfD (drugim został Tino Chrupalla). Uzyskała wówczas ponownie mandat posłanki do Bundestagu. W czerwcu 2022 została współprzewodniczącą Alternatywy dla Niemiec. Przed wyborami w 2025 została wskazana jako kandydatka AfD na urząd kanclerza. W wyborach tych jej formacja zajęła drugie miejsce za chadecją, a Alice Weidel zapewniła sobie poselską reelekcję.

## Życie prywatne
Jej ojciec, Gerhard Weidel, urodził się na Górnym Śląsku; również został działaczem AfD. Jego ojciec, Hans Weidel, był prawnikiem, w pierwszej połowie lat 30. został członkiem NSDAP i SS. W czasie II wojny światowej od 1941 przebywał m.in. w Warszawie, pełnił funkcję sędziego sądu polowego i sędziego sztabowego. Po wojnie był działaczem Związku Wypędzonych.
Partnerką życiową Alice Weidel została Sarah Bossard, szwajcarska producentka filmowa pochodząca ze Sri Lanki, matka dwóch wspólnie wychowywanych synów. Jako miejsce zamieszkania wskazywała Überlingen w Badenii-Wirtembergii oraz Biel w kantonie Berno.